# Reticolo (costellazione)
Il Reticolo (in latino Reticulum, abbreviato in Ret) è una delle 88 costellazioni moderne. Si tratta di una costellazione minore dell'emisfero sud, posta ad una declinazione di circa -60°; venne introdotta da Lacaille per ricordare l'omonimo strumento di misurazione di posizioni ed angoli tra le stelle.

## Caratteristiche

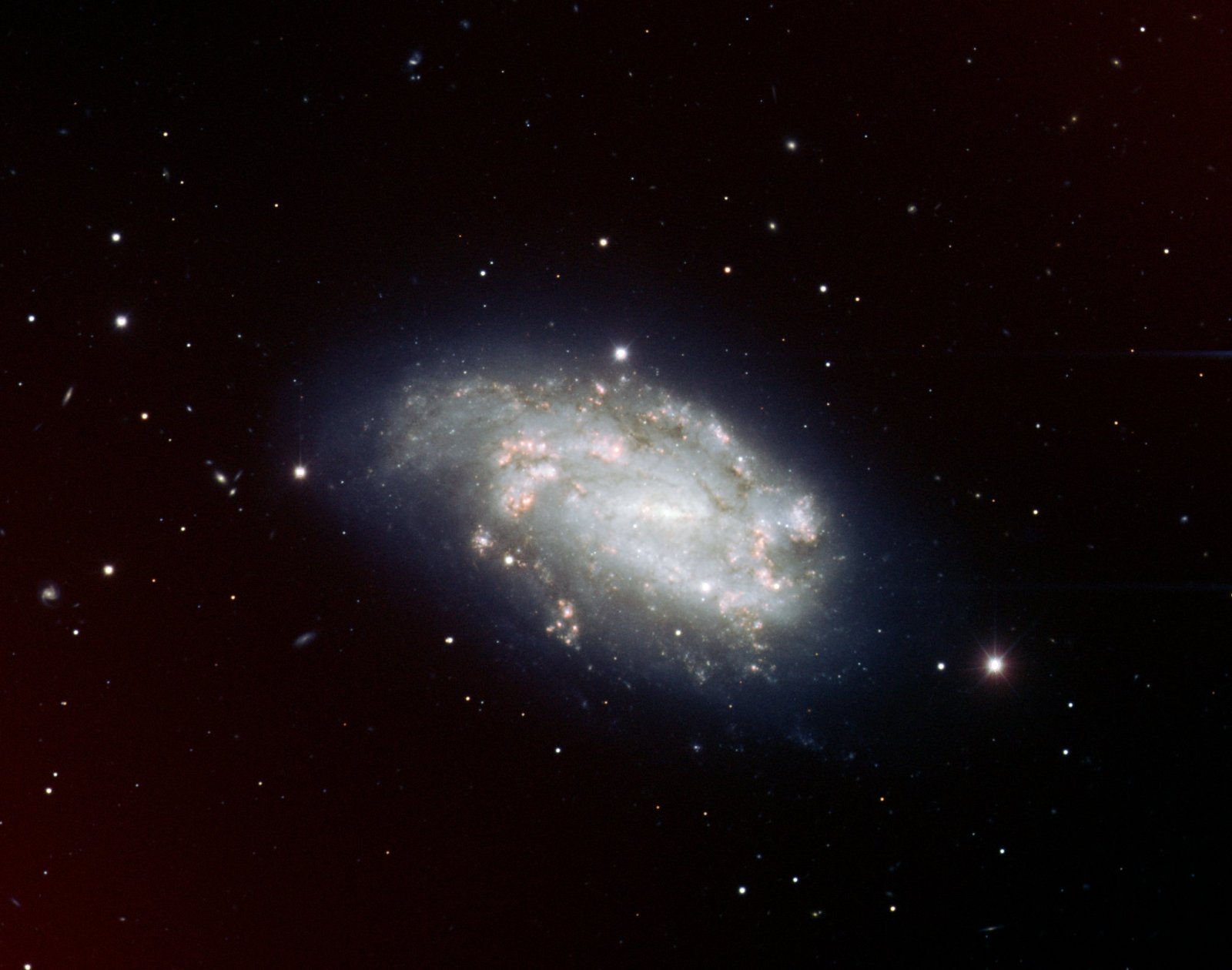
NGC 1559, una galassia spirale ricca di stelle giovani.

Il Reticolo è una piccola costellazione del profondo cielo australe; contiene alcune stelle di terza e quarta magnitudine piuttosto vicine fra loro che ne facilitano l'individuazione, la quale è comunque facilitata dal fatto che essa viene a trovarsi a metà strada sulla linea congiungente le due brillanti stelle Canopo e Achernar, rispettivamente nelle costellazioni della Carena e di Eridano. In un cielo non molto limpido può essere presa come riferimento per reperire la Grande Nube di Magellano, posta pochi gradi a sudest.
Il periodo più propizio per la sua osservazione nel cielo serale ricade nei mesi compresi fra novembre e aprile, ossia in coincidenza della stagione estiva australe; dall'emisfero nord si presenta invisibile per quasi tutte le sue regioni ad eccezione di quelle poste a latitudini tropicali, mentre dall'emisfero australe si presenta circumpolare a partire dalle regioni poste a latitudini temperate.

### Stelle principali
- α Reticuli è una stella gigante gialla di magnitudine apparente 3,33 distante 163 anni luce.
- β Reticuli è una subgigante arancione di magnitudine apparente 3,84 distante 100 anni luce.
- ε Reticuli è una subgigante arancione di magnitudine 4,44 distante 59 anni luce.

### Stelle doppie
Alcune stelle doppie della costellazione sono risolvibili anche con piccoli strumenti.
- ζ Reticuli, distante circa quaranta anni luce, è una stella doppia, formata da due stelle gialle, simili in massa al Sole, di magnitudine apparente 5,2 e 5,5 e ben risolvibili anche con un binocolo.
- HD 29399, posta sul bordo più orientale della costellazione, è una doppia formata da una stella arancione di quinta magnitudine e da una gialla di nona, separabili con un piccolo telescopio.

| Principali stelle doppie |                                          |                                          |             |             |                                 |        |
| Nome                     | Coordinate equatoriali all'epoca J2000.0 | Coordinate equatoriali all'epoca J2000.0 | Magnitudine | Magnitudine | Separazione (in secondi d'arco) | Colore |
| Nome                     | AR                                       | Dec                                      | A           | B           | Separazione (in secondi d'arco) | Colore |
| ζ Reticuli               | 03h 18m 00s                              | -62° 32′ :                               | 5,24        | 5,54        | 310                             | g + g  |
| HD 23697                 | 03h 44m 34s                              | -54° 16′ 26″                             | 6,30        | 9,3         | 5,0                             | ar + g |
| θ Reticuli               | 04h 17m 40s                              | -63° 15′ 20″                             | 6,0         | 7,8         | 3,9                             | b + b  |
| HD 29399                 | 04h 33m 34s                              | -62° 49′ 25″                             | 5,79        | 9,4         | 31,9                            | ar + g |

### Stelle variabili
Fra le stelle variabili, la più importante in termini di luminosità ed escursioni di luminosità è la R Reticuli, una Mireide che oscilla fra la sesta e la quattordicesima magnitudine.
| Principali stelle variabili |                                          |                                          |             |             |                  |              |
| Nome                        | Coordinate equatoriali all'epoca J2000.0 | Coordinate equatoriali all'epoca J2000.0 | Magnitudine | Magnitudine | Periodo (giorni) | Tipo         |
| Nome                        | AR                                       | Dec                                      | Max.        | Min.        | Periodo (giorni) | Tipo         |
| R Reticuli                  | 04h 33m 33s                              | -63° 01′ 45″                             | 6,5         | 14,2        | 278,46           | Mireide      |
| γ Reticuli                  | 04h 00m 54s                              | -62° 09′ 34″                             | 4,42        | 4,64        | 25:              | Semiregolare |

## Oggetti non stellari
Il Reticolo contiene alcune galassie brillanti, prima fra tutte NGC 1313, una grande galassia spirale visibile anche con un piccolo telescopio fra i cui bracci sono state scoperte decine di grandi regioni di formazione stellare. Le altre galassie sono visibili soprattutto sul lato nordorientale, al confine con il Dorado, come NGC 1559.
| Principali oggetti non stellari |                                          |                                          |          |             |                                        |              |
| Nome                            | Coordinate equatoriali all'epoca J2000.0 | Coordinate equatoriali all'epoca J2000.0 | Tipo     | Magnitudine | Dimensioni apparenti (in primi d'arco) | Nome proprio |
| Nome                            | AR                                       | Dec                                      | Tipo     | Magnitudine | Dimensioni apparenti (in primi d'arco) | Nome proprio |
| NGC 1313                        | 03h 18m 16s                              | -66° 29′ 55″                             | Galassia | 9,2         | 9,1 x 6,9                              |              |
| NGC 1543                        | 04h 12m 43s                              | -57° 44′ 17″                             | Galassia | 10,3        | 4,9 x 2,8                              |              |
| NGC 1559                        | 04h 17m 37s                              | -62° 47′ 04″                             | Galassia | 10,7        | 3,5 x 2,0                              |              |
| NGC 1574                        | 04h 21m 59s                              | -56° 58′ 29″                             | Galassia | 10,7        | 3,4 x 3,1                              |              |
| Nova Reticuli 2020              | 03h 58m 29.55s                           | -54° 46′ 41.2″                           | Nova     | 3,7−18,0    |                                        |              |

## Sistemi planetari
Fra i sistemi planetari noti in questa costellazione, il più noto è quello di ε Reticuli, scoperto nel 2000, che contiene un gigante gassoso con una massa minima pari a circa 1,5 masse gioviane.
| Sistemi planetari |                                          |                                          |             |                      |                              |
| Nome del sistema  | Coordinate equatoriali all'epoca J2000.0 | Coordinate equatoriali all'epoca J2000.0 | Magnitudine | Tipo di stella       | Numero di pianeti confermati |
| Nome del sistema  | AR                                       | Dec                                      | Magnitudine | Tipo di stella       | Numero di pianeti confermati |
| HD 23127          | 03h 39m 24s                              | -60° 04′ 40″                             | 8,56        | Nana gialla          | 1 (b)                        |
| HD 23079          | 03h 39m 43s                              | -52° 54′ 57″                             | 7,10        | Nana gialla          | 1 (b)                        |
| ε Reticuli        | 04h 16m 29s                              | -59° 18′ 06″                             | 4,44        | Subgigante arancione | 1 (b)                        |
| HD 27894          | 04h 20m 47s                              | -59° 24′ 39″                             | 9,42        | Nana arancione       | 1 (b)                        |

## Nella cultura di massa
Gli appassionati di ufologia indicano spesso il sistema di ζ Reticuli come la patria di un'ipotetica categoria di alieni, i cosiddetti grigi.